# Keith W. Whitelam
Keith W. Whitelam est un professeur d'université en retraite, bibliste et auteur de plusieurs livres et publications autour de la bible et Israël, et directeur d'une société d'éditions spécialisée dans les études bibliques.

Keith W. Whitelam est un des représentants de l'école de Copenhague, fervents défenseurs d'une vision minimaliste de la bible s'opposant aux théories maximalistes de l'archéologie biblique .

Dans son ouvrage "L'invention de l'Israël antique  : le bâillonnement de l'histoire Palestinienne", Keith W. Whitelam qualifie l’histoire de l’Israël antique "d'invention" ,,.